# Sisymbriopsis pamirica
Sisymbriopsis pamirica är en korsblommig växtart som först beskrevs av Y.C. Lan och Cheng Hsi An, och fick sitt nu gällande namn av Al-shehbaz, C.H. An och Guang Yang. Sisymbriopsis pamirica ingår i släktet Sisymbriopsis och familjen korsblommiga växter. Inga underarter finns listade i Catalogue of Life.